# Alois Brems
Alois Brems (* 19. April 1906 in Ziegelhof bei Eichstätt; † 16. Februar 1987 ebenda) war ein deutscher Priester und Theologe. Er war römisch-katholischer Bischof von Eichstätt.

## Leben

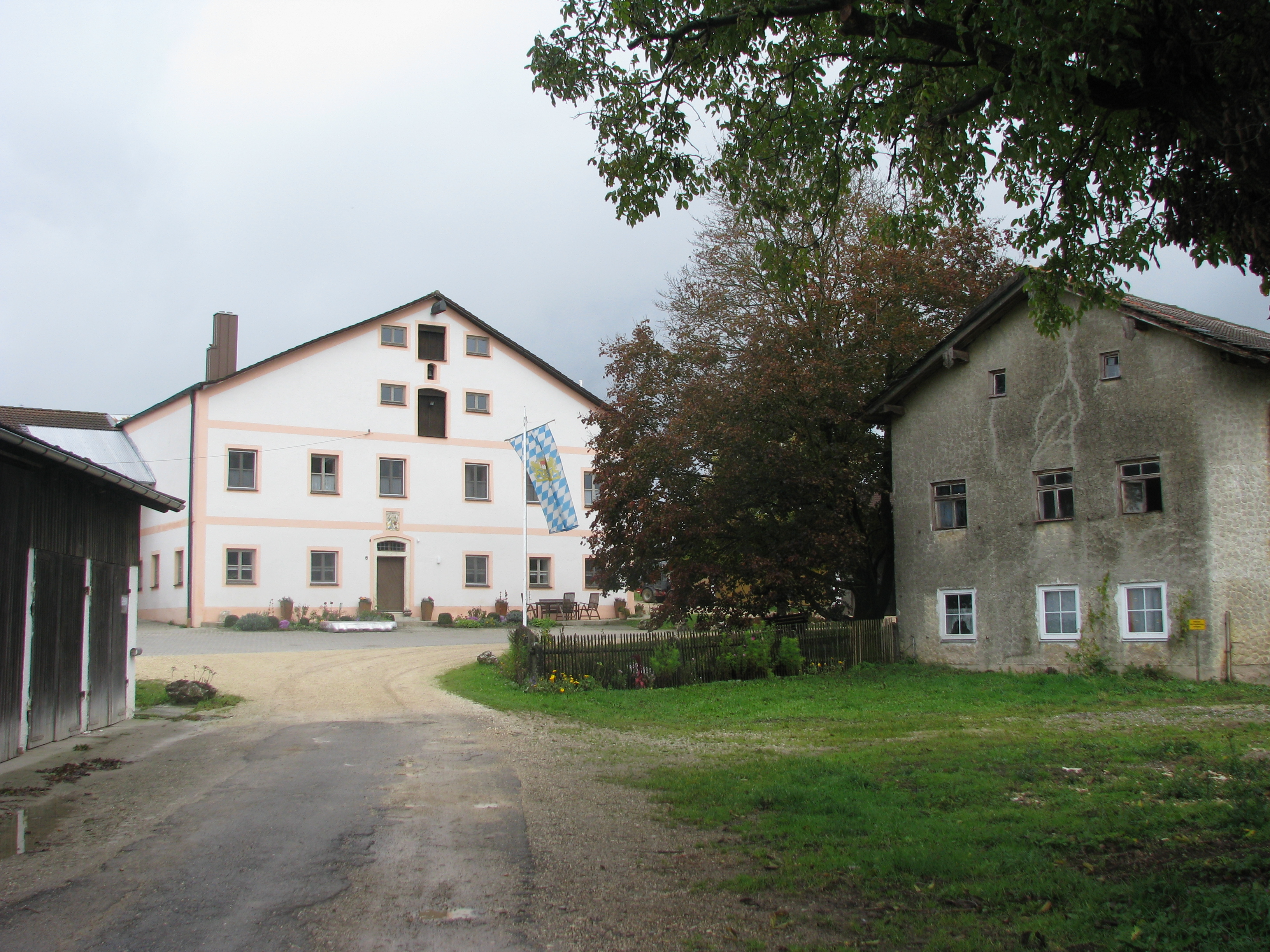
Geburtshaus von Alois Brems am Ziegelhof

Alois Brems wurde 1906 als jüngstes von 15 Kindern eines Bauernehepaares auf dem Ziegelhof bei Eichstätt geboren. Nach Absolvierung des Humanistischen Gymnasiums in Eichstätt studierte er an der Eichstätter Hochschule katholische Theologie und Philosophie. Am 29. Juni 1930 empfing er – wie bereits einige Jahre zuvor zwei seiner Brüder – das Sakrament der Priesterweihe. Anschließend wirkte er als Kaplan im oberpfälzischen Breitenbrunn und in Schwabach. Von 1932 bis 1935 absolvierte er an der Päpstlichen Universität Gregoriana ein Promotionsstudium, an dessen Ende er mit einer Arbeit über die Auslegung und Weiterentwicklung des kirchlichen Gesetzbuches den Doktorgrad im Fach Theologie erwarb. Danach arbeitete er ein Jahr lang als Sekretär der Vermittlungsstelle, die für die Abwicklung des Schriftverkehrs zwischen Rom und allen deutschen Bistümern zuständig ist. Am 1. April 1937 wurde Brems erster Jugendpfarrer in der Diözese Eichstätt. Er gab zusammen mit Ottilie Moßhamer das dreibändige Werk Wort an die Jugend heraus, das für lange Zeit zum Standardwerk für die kirchliche Jugendarbeit wurde. Er leitete das Bischöfliche Jugendamt des Bistums Eichstätt bis 1950 und wurde anschließend Leiter des neugeschaffenen Amtes für Männer- und Frauenseelsorge. Auf seine Initiative hin entstand in Schloss Hirschberg ein breites Angebot im Bereich der Erwachsenenbildung. 1953 wurde Brems zum Domkapitular gewählt. Im Jahre 1966 ernannte ihn der Bischof Joseph Schröffer zum Generalvikar.
Als Schröffer zum Sekretär der Kongregation für das Katholische Bildungswesen nach Rom berufen wurde und darum das Bischofsamt in Eichstätt niederlegte, wurde Alois Brems zunächst zum kommissarischen Leiter der Diözese bestimmt. Am 28. Mai 1968 ernannte ihn Papst Paul VI. zum Bischof von Eichstätt. Die Bischofsweihe spendete ihm am 6. Juli 1968 der spätere Kardinal Joseph Schröffer; Mitkonsekratoren waren Rudolf Graber, der Bischof von Regensburg, und Friedrich Wetter, der Bischof von Speyer. Sein Wahlspruch war: „Inmitten der Seinen, wie einer, der dient“. In seine Amtszeit fiel der Umbau und die Renovierung des Eichstätter Domes von 1971 bis 1975. Als im Jahre 1980 die Theologische Hochschule von Eichstätt zur Katholischen Universität erhoben wurde, war dies auch ein wesentliches Verdienst Brems, der sich als Bischof nachhaltig um deren Ausbau und Förderung bemüht hatte.
1983 wurde das Rücktrittsgesuch Brems vom Vatikan angenommen und er wurde zum Apostolischen Administrator von Eichstätt ernannt. Ein Jahr später wurde Karl Braun von Papst Johannes Paul II. zum Bischof von Eichstätt ernannt.
Alois Brems starb am 16. Februar 1987 im Alter von 80 Jahren. Sein Grab befindet sich im Dom zu Eichstätt.

## Vertuschung von sexuellem Missbrauch
Während seiner Amtszeit half die Leitung des Bistums Eichstätt – Brems und enge Mitarbeiter – einem mit schweren Missbrauchsvorwürfen belasteten und mit Haftbefehl gesuchten Priester, der in den 1960er-Jahren in mehreren Pfarreien in der Oberpfalz, im Schwäbischen und im nördlichen Oberbayern Mädchen und junge Frauen missbraucht hatte, in Afrika und ab 1973 in Brasilien unterzutauchen, wo er unter falschem Namen als Missionar tätig und vor Strafverfolgung geschützt war. Die Bistumsleitung informierte die staatlichen Behörden nicht und trug zur Tarnung des Mannes bei, dem Priester wurde auch im Ausland vom Bistum Eichstätt weiter Unterstützung gezahlt.
Der nach ihm benannte „Bischof-Alois-Brems-Preis“ wurde von 2012 bis 2019 jährlich von der Jugendstiftung der Diözese Eichstätt für „innovative und originelle Projekte der kirchlichen Jugendarbeit“ verliehen. Nach den Enthüllungen über Brems’ Beteiligung an der Vertuschung beschloss die Jugendstiftung im Oktober 2022, den Preis unter diesem Namen nicht mehr zu vergeben.
Im März 2023 beschloss der Eichstätter Stadtrat, die seit 1997 bestehende und nach dem Bischof benannte Alois-Brems-Straße umzubenennen.

## Ehrungen

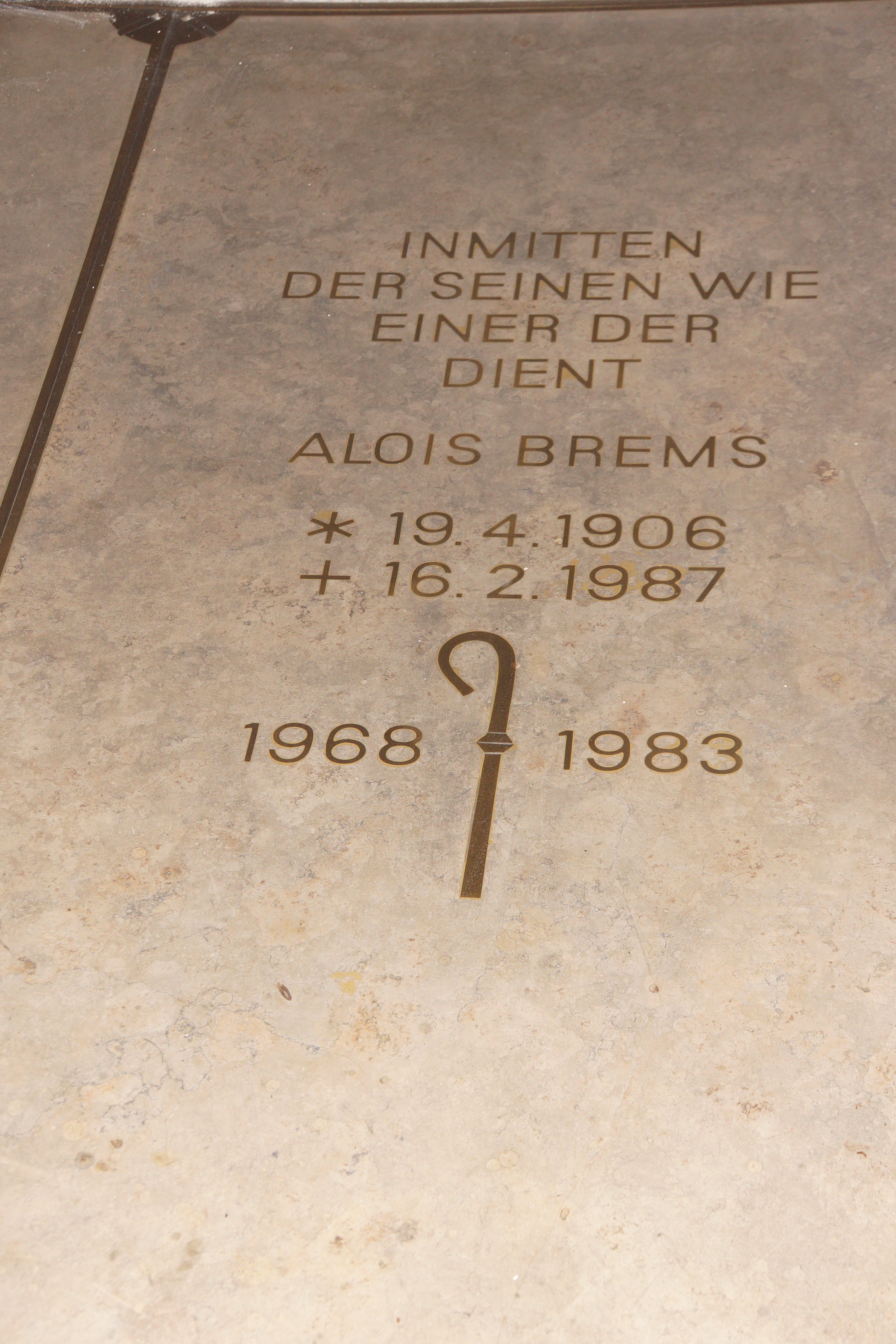
Grab im Eichstätter Dom

- Bayerischer Verdienstorden (1970)
- Ehrenbürger der Stadt Eichstätt

## Schriften
- als Hrsg. mit Ottolie Moßhammer: Das Wort an die Jugend. 3 Bände. Freiburg i. Br. 1948.
- Die Runde der Treuen, Werkstoff zur Schulung und Bildung katholischen Jungführertums. Recklinghausen 1951.
- Jugendpredigten: Gedanken und Entwürfe. München 1956.